# HMS Trossö (A264)
HMS Trossö (A264) är ett stödfartyg i svenska marinen.

## Historia
Fartyget byggdes i Finland 1984 som forskningsfartyg Arnold Veimer och levererades till estniska vetenskapsakademin i Sovjetunionen. Där tjänstgjorde fartyget som forskningsfartyg fram till början av 1990-talet. 1991 fick hon namnet Livonia. Hon byggdes om till kryssningsfartyg och gjorde 1995-1996 kryssningar till arktiska Kanada och Antarktiska oceanen.
Svenska marinen köpte henne från Estland 1996 och bytte flaggan i september 1996. Marinen använder henne som underhållsfartyg i 2. marinbasbataljonen. Fartyget moderniserades och miljöförbättrades på Falkvarv i Falkenberg år 2003.

## Internationell tjänst
Tillsammans med HMS Stockholm (K11) samt HMS Malmö (K12) ingick HMS Trossö i den svenska beredskapsstyrkan i den internationella operationen Operation Atalanta, vilken pågick i Adenviken längs Afrikas östkust till skydd mot pirater.
21 oktober 2009 kom fartyget tillbaka till Karlskrona. Hemtransporten skedde på lastfartyget MV Eide Transporter.

## Förflyttning
HMS Trossö tillhör nu 2. Marinbasbataljonen som håller till på Berga örlogsbas.

HMS Trossös heraldiska vapen föreställer Amiralitetskyrkan.